# Suzuka (Mie)
Pour les articles homonymes, voir Suzuka.
Suzuka (鈴鹿市, Suzuka-shi) est une ville située dans la préfecture de Mie, au Japon, 50 km à l'ouest de Nagoya.

## Géographie

### Situation
La ville de Suzuka est située sur l'île de Honshū, à environ 300 km, à vol d'oiseau, au sud-ouest de Tokyo, et 100 km au nord-est d'Osaka. Dans le nord-est de la préfecture de Mie, elle s'étend sur 194,46 km2 et possède une façade maritime en baie d'Ise.

### Démographie
En 2019, la ville de Suzuka comptait 195 762 habitants répartis sur une superficie de 194,46 km2.

## Histoire
Suzuka est fondée en décembre 1942 lorsque deux bourgs et douze villages sont fusionnés pour former une ville de garnison rassemblant environ 52 000 habitants.

## Transports
Suzuka est desservie par les lignes Nagoya et Suzuka de la compagnie Kintetsu, la ligne principale Kisei de la compagnie JR Central et la ligne Ise de la compagnie Ise Railway. Les gares de Suzuka Circuit Inō et Shiroko desservent le circuit automobile.

## Culture locale et patrimoine

### Événement
Chaque année, le circuit de Suzuka accueille le Grand Prix automobile du Japon. En raison de la pandémie de Covid-19, le Grand Prix fut annulé en 2020 et 2021.

## Jumelage
- Le Mans (France) depuis le 27 mai 1990[3]